# Wongan Hills
Wongan Hills är en ort i Australien. Den ligger i kommunen Wongan-Ballidu och delstaten Western Australia, omkring 140 kilometer nordost om delstatshuvudstaden Perth. Antalet invånare är 1 062.
Trakten runt Wongan Hills är nära nog obefolkad, med mindre än två invånare per kvadratkilometer.. Det finns inga andra samhällen i närheten.
Trakten runt Wongan Hills består till största delen av jordbruksmark. Genomsnittlig årsnederbörd är 433 millimeter. Den regnigaste månaden är september, med i genomsnitt 64 mm nederbörd, och den torraste är december, med 12 mm nederbörd.